# Unadilla (Nueva York)
Unadilla es un pueblo ubicado en el condado de Otsego en el estado estadounidense de Nueva York. En el año 2000 tenía una población de 4,548 habitantes y una densidad poblacional de 38 personas por km².

## Geografía
Unadilla se encuentra ubicado en las coordenadas 42°21′58″N 75°19′40″O / 42.36611, -75.32778.

## Demografía
Según la Oficina del Censo en 2000 los ingresos medios por hogar en la localidad eran de $34,619 y los ingresos medios por familia eran $40,556. Los hombres tenían unos ingresos medios de $29,817 frente a los $21,732 para las mujeres. La renta per cápita para la localidad era de $16,908. Alrededor del 13.4% de la población estaban por debajo del umbral de pobreza.